# Eupithecia kondarana
Eupithecia kondarana es una especie de polilla de la familia Geometridae. La especie fue descrita por primera vez por Jaan Viidalepp, habiendo sido descrita en 1988, con distribución endémica en Tayikistán en Asia Central. El holotipo de la especie fue descrita en la garganta del río Kondara, en la falda sur de la Cordillera Gissar. Pertenece al grupo de especies Eupithecia venosata. La polilla es pequeña de envergadura 19 milímetros (0,7 plg) con alas angostas y puntiagudas.